# Simon Andreas Krausz
Simon Andreas Krausz (Den Haag, 26 augustus 1760 - Den Haag, 16 februari 1825) was een Nederlands schilder, tekenaar en etser.

## Leven en werk
Krausz was een leerling van Léonard Defrance (1773-1774) en later van de Haagse Academie. Hij werd in 1780 lid van Confrerie Pictura en won in 1782 een gouden medaille. Hij schilderde veelal landschappen en interieurs.
Krausz woonde en werkte in Den Haag en gaf les aan onder meer Hendrikus van de Sande Bakhuyzen en Frederik Lodewijk Huygens. 
Het Rijksmuseum Amsterdam bezit ongeveer 130 van zijn tekeningen en schilderingen, variërend van nauwgezette studies tot losse schetsen van het boerenleven, en daarnaast twintig etsen, waaronder etsen van koeien.

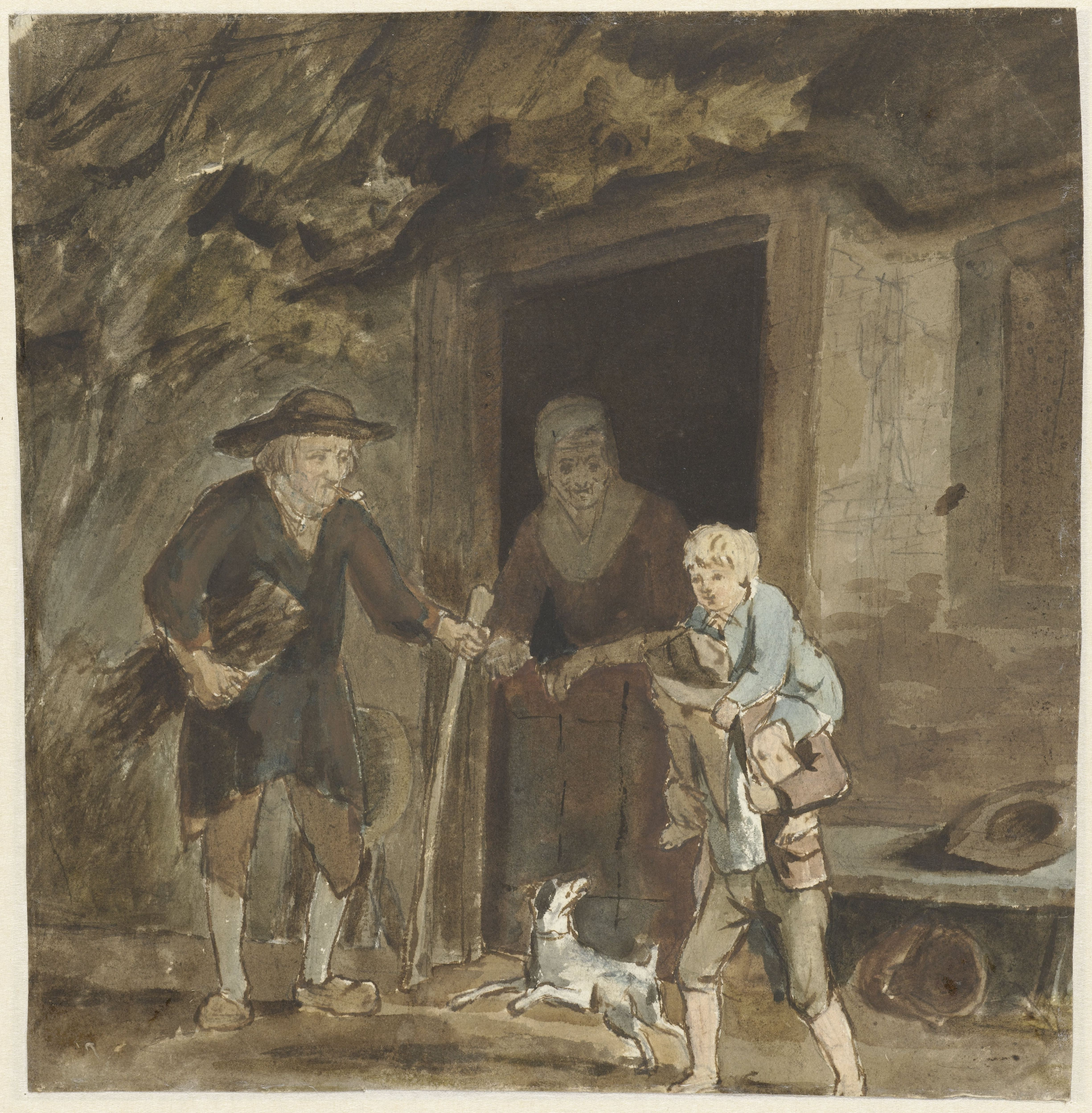
Boerengezin bij de deur van hun woning
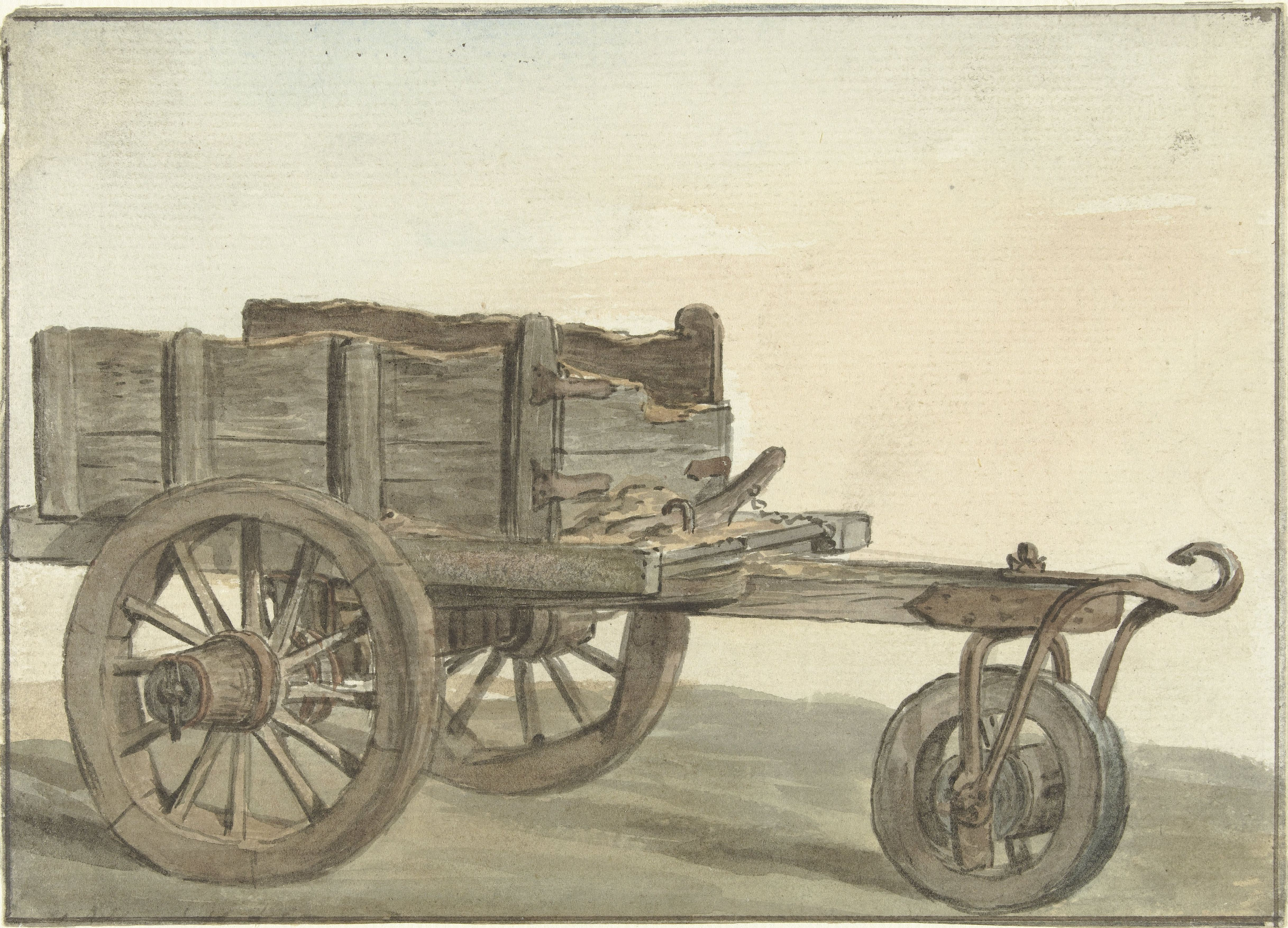
Tekening van een driewielkar
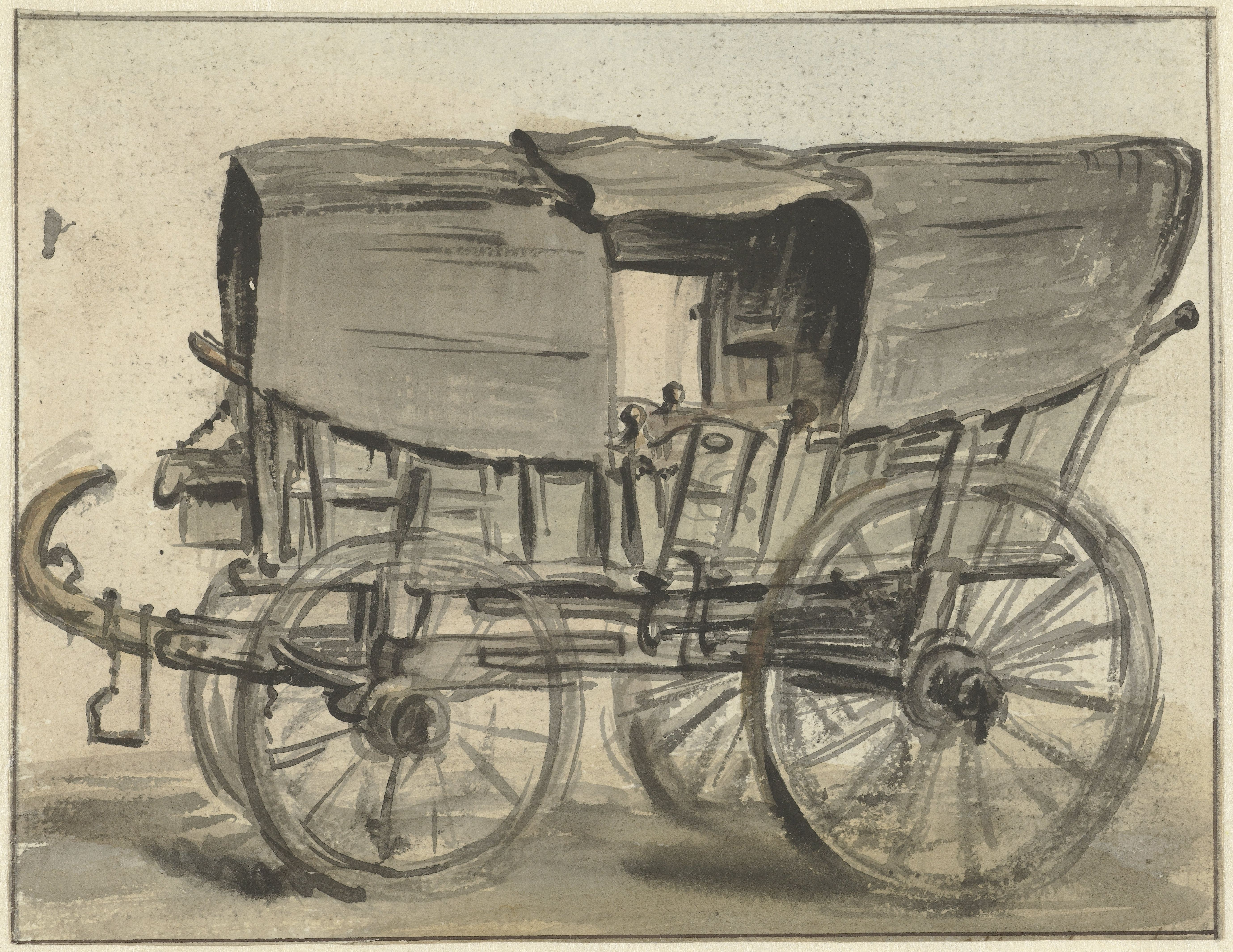
Reiswagen met kromme dissel